# 薩魯米亞省
薩魯米亞省（西班牙語：Provincia de Zarumilla），是秘魯的省份，位於該國西北部通貝斯大區，首府是薩魯米亞，始建於1942年11月17日，面積745平方公里，2007年人口41,054，人口密度每平方公里55.1人。